# تریپامید
تریپامید (انگلیسی: Tripamide) یک داروی ادرارآور است.